# Chico Marx
Leonard "Chico" Marx (22 de març de 1887 - 11 d'octubre de 1961), fou un actor i comediant estatunidenc que formà part dels Germans Marx.
En les seves pel·lícules tocava el piano, i era el company inseparable de Harpo Marx que era l'únic capaç d'entendre'l.
Era el més gran del germans Marx, nascut el 22 de març de 1887 amb el nom de Leonard o Leo Marx. Va fer de mestre del seu germà Arthur en la seva joventut. Era el fill preferit, el que es podia sortir amb la seva. El seu aspecte era semblant al de la seva mare, ulls blaus i cabell clar. Era un autèntic seductor. Les seves habilitats del carrer es van desenvolupar ràpidament i ja als onze anys, es quedava en el carrer apostant en el billar i ficant-se en baralles, ja que ja havia abandonat l'escola. Era un noi espavilat i astut. Va entrar a treballar a una fàbrica d'encaixos, portant un registre dels treballs dels empleats, però el van fer acomiadar perquè organitzava partides de daus en el treball. Era un jugador compulsiu, durant la seva adolescència, era molt sovint veure com els pares Marx anaven a comprar les coses que el seu fill els robava i la venia a una casa de bestretes. Seguien altres treballs i més partides de daus, més diners perduts per culpa dels daus que els diners que podia portar a la llar.
Per això, els seus pares es van decidir a intentar treure profit i encaminar al seu fill. Li van comprar un piano de segona mà. La seva mare va contractar una professora de piano per a ell i al seu germà. Aquesta professora tocava amb una sola mà. Potser aquesta professora va ensenyar a Leonart el colpeix de les tecles amb el dit índex dret o si el va desenvolupar ell sol. A poc a poc, Leonard i Arthur s'anaven assemblant cada cop més. Això ho va utilitzar perquè Arthur el pogués substituir mentre ell jugava.
Va ser una gran influència per al seu germà i potser, per aquesta raó aquest va deixar l'escola. Va començar a treballar tocant el piano en cines, sales de vall i bars. Va ser el primer dels germans a entrar en el negoci de l'espectacle, Arthur el substituïa quan Leo marxava, com que el repertori de Arthur era molt limitat feia que el públic es afartés i l'acomiadessin.
Va treballar com a socorrista, encara que no podia nedar més que cinquanta metres i de pianista en el mateix hotel. Després de boxejador. Ja que el seu talent com apostador i jugador de cartes mai va ser suficient per assegurar-li guanyar, tot i que tenia un gran talent pels números. Tal era el seu talent que va ser considerat com un dels millors jugadors de pinacle del país. Sabia calcular apostes, però no sempre podia vèncer, ja que era inquiet i indecís.
Entre 1908 i 1910, les activitats i llocs de parada de Leonard no són precises. Va continuant treballant a l'editora musical Shapiro, Bernstein i companyia. Com no l'atreia gaire l'oficina, va planificar la seva pròpia carrera en el vodevil amb el seu ajudant Arthur Gordon.

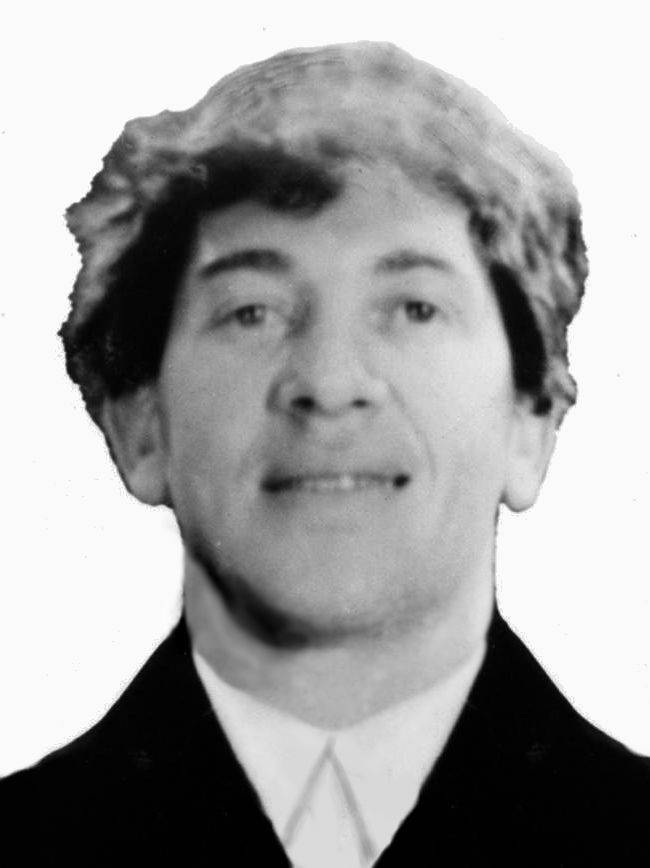
1931

Arthur Gordon era un cantant amb bona veu i Leo tocava en el piano. Va començar a adoptar el seu accent italià que segons la llegenda, va agafar-lo del seu barber. Com que si tens un italià necessites dos, Gordon es va convertir en Gordini. Durant aquest període Leonard recollia el seu escàs salari, pagava el menjar, l'habitació i la bugaderia, els cinquanta cèntims per la barberia i la resta dels diners se’ls gastava en els daus i les cartes. Gordon actuava com el desinteressat per enganyar a la gent perquè apostessin d'una manera adequada. Leo agafava les apostes, corrien fins a la pensió on pagava les factures, recollien l'equipatge i sortien corrents cap a la següent ciutat. Això no va permetre que el duet estigués molt de temps en un mateix lloc. Finalment, els dos es van separar però varen continuar mantenint una gran amistat.
En el 1911, Leo va formar un duet amb el seu cosí Lou Shean. Van treballar fora de Chicago, i encara no havien format part del Gran Pla de Minnie Palmer. No es va unir al número fins al 1912.
George Lee i Leo van fracassar i es van incorporar en l'estiu de 1912 a l'última mutació del Número de la Escuela, ara anomenat ”La recepció del senyor Green”.
En el 1914, va rebre el sobrenom de Chico. Aquest mateix any, va quedar amb una companya de treball i la seva amiga Betty Karp. Ell va voler convidar a Betty a sopar, però ella sabia com eren els actors i va decidir no acceptar. Tres anys més tard ella va ensenyar a una amiga seva que coneixia un dels Germans Marx. Chico en veure-la, va dir "tu ets aquella que em va rebutjar a Pittsburgh". Chico va veure que li seria molt difícil aconseguir-la, perquè no era de les típiques paletes de poble. Per això, al més aviat possible s'hi va casar amb una cerimònia urgent al que no va convidar a la família.
En el 1916, ja es va fixar el seu paper com al pianista italià ingeniós.
En 1924, en una partida de cartes va conèixer un ric que estava enamorat d'una noia del cor buscava un espectacle que subvencionar, quan es va trobar amb Chico que buscava un patrocinador. Chico va trobar també a Tom Johnstone que buscava estrelles per representar el seu espectacle i els germans Marx es van afegir a ell. Així va sorgir la revista musical "I’ll Say She Is".
Gràcies al seu èxit amb I’ll Say She Is, va tenir diners per apostar. Gastava molts diners en les apostes, tants que li van haver d'avançar trenta-set setmanes del sou.
Gràcies al seu encant va posar vaselina a l'ego del magnat cap dels estudis de la Paramount Walter Wanger, i va comprometre el talent de tots els germans per 100.000 dòlars.
Durant els rodatges, sempre s'escapava un segon per anar a jugar a les cartes, sempre el trobaven en el club de bridge del costat.
Tenia moltes disputes i picabaralles amb la seva dona per culpa del joc. Després d'una baralla, Chico va fer les maletes i va marxar, i va tornar uns dies després per recollir a la seva filla Maxine, que la feia servir com la seva eina per reconciliar-se amb la seva dona.
Però la seva addicció al joc, va fer que la seva dona continués vivint en el seu mar de llàgrimes i que a poc a poc, anés acostant-se al món de la màfia i gent estranya amb qui tenia deutes, però tot i així es va mantenir lluny de la màfia, ja que no els interessava matar a algú famós de Hollywood.
En 1932 va patir un accident de tràfic, on es va trencar un genoll i es va fracturar algunes costelles. Això va fer parar durant un temps el rodatge de la pel·lícula "Plumas de caballo".
Quan el contracta amb la Paramount Pictures va finalitzar va ser ell qui va firmar el contracte per la Metro-Goldwyn-Mayer en una partida de bridge.
Chico va continuar en el món del joc, fins i tot apostava en les batalles pel jugador que ceia q perdria i així guanyar més diners. També enganyava a la seva dona amb Ann Roth, amb la que va tallar la relació per telèfon, pel menyspreu d'aquest afer pels seus germans. Però la relació amb la seva dona continuava essent molt dolorosa.
Després de la seva retirada de la pantalla amb els seus germans va encapçalar una banda de jazz amb Lou Holtz.
Per una altra aventura amb una altra dona, ell dormia en una part separada de la casa.
Va tornar a la música en solitari amb un grup de músics que es van anomenar "Chico Marx i els seus Ravellies" i una sèrie sketchs per la ràdio. Però durant la gira ell continuava perdent diners en el joc i necessitava ajut dels seus germans i fins i tot, de la seva ex esposa.
La darrera pel·lícula amb els seus germans, el varen fer sortir del pou, ja que necessitava desesperadament els diners. A més, volia tornar a treballar després del seu atac de cor i de la seva llarga gira amb el seu grup.
En 1957 es va veure obligat a entrar en la Seguretat Social de Santa Mònica. Va ser perseguit per les autoritats tributàries per no pagar 77.564 dòlars.
En 1961, li va venir un altre atac de cor que va fer que aquest quedés en mans d'una infermera tot el dia i que el tractés com un nen petit. Les seves últimes paraules a la seva filla Maxine van ser: "Recorda, bonica, no oblidis el que t'he dit. Posa en el meu taüt cartes, un pal de golf i una bonica rossa". L'11 d'octubre Chico va morir.

## Pel·lícules
Pel·lícules dels quatre Germans Marx
- Humor Risk (1921) (perduda, només es conserven uns pocs fragments)
- Els quatre cocos (1929)
- El conflicte dels Marx (1930)
- Pistolers d'aigua dolça (1931)
- Plomes de cavall (1932)
- Duck Soup (1933)

Pel·lícules dels tres germans Marx (sense Zeppo)
- Una nit a l'òpera (1935)
- Un dia a les curses (1937)
- L'hotel dels embolics (1938)
- Una tarda al circ (1939)
- Els germans Marx a l'Oest (1940)
- The Big Store (1941)
- Una nit a Casablanca (1946)
- Amor en conserva (1949)
- La història de la humanitat (1957) (apareixen per separat, no es considera una pel·lícula dels Germans Marx)

Pel·lícules en solitari
- Chico:
  - Papa Romaní (1950), Pilot per televisió.